# 12372 Кагесуке
12372 Кагесуке (12372 Kagesuke) — астероїд головного поясу, відкритий 6 травня 1994 року.
Тіссеранів параметр щодо Юпітера — 3,597.